# Bell 207 Sioux Scout
Il Bell Model 207 Sioux Scout è stato un prototipo di elicottero d'attacco costruito dalla ditta statunitense Bell Helicopter Textron nei primi anni sessanta. Ottenuto modificando un elicottero civile Bell 47 e costruito in un solo esemplare, il Model 207 fu tra i primi velivoli mai costruiti a sperimentare in pratica le soluzioni tecniche per un elicottero da combattimento.

## Storia

### Sviluppo
La Bell Helicopter aveva iniziato a manifestare interesse per l'idea di un elicottero d'attacco, piccolo e pesantemente armato, a partire dal 1958. Nel giugno 1962 l'azienda presentò agli ufficiali dell'US Army, l'esercito degli Stati Uniti d'America, un simulacro del suo progetto D-255 Iroquois Warrior nella speranza di ottenere fondi per ulteriori sviluppi. Il D-255 avrebbe dovuto essere un velivolo d'attacco progettato appositamente per questo ruolo, costruito sulla base della struttura dell'elicottero multiruolo UH-1B, con una fusoliera assottigliata e un abitacolo biposto in tandem. Il progetto prevedeva anche la presenza di una coppia di alette laterali con piloni predisposti per l'impiego di razzi o missili aria-superficie SS-10, oltre che l'installazione di un lanciagranate in una torretta sferica sotto il muso e di un pod con un cannone da 20 mm sotto la pancia.
L'esercito si dimostrò interessato, e nel dicembre 1962 chiese alla Bell di sviluppare un dimostratore di tecnologia. L'elicottero sperimentale che ne risultò fu il Model 207 Sioux Scout.

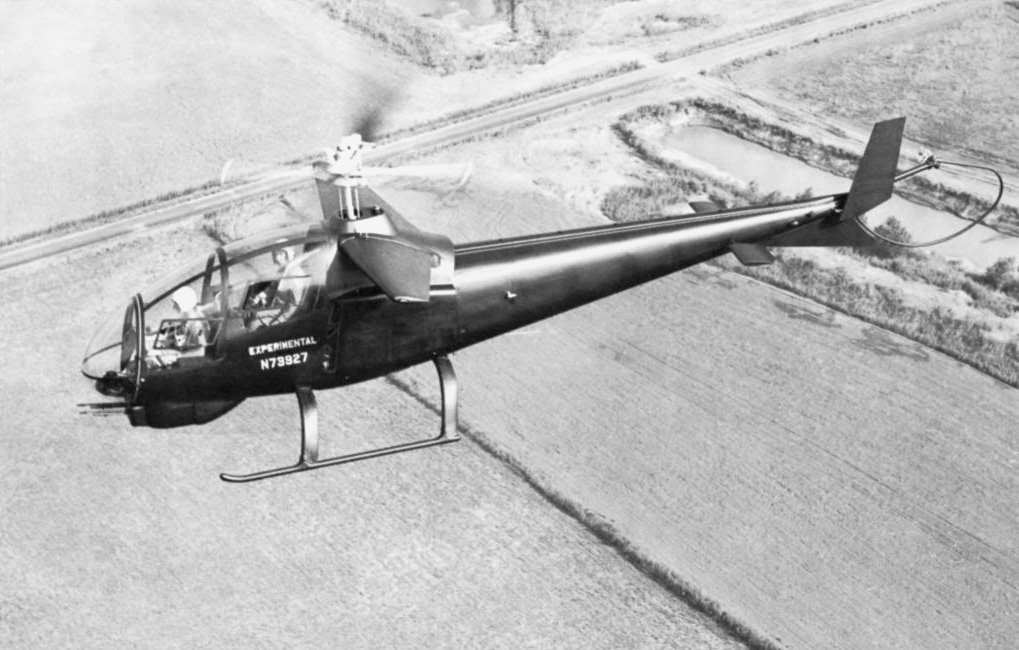
L'unico prototipo del Bell 207 testato in volo nel 1963-1964.

### Tecnica
La Bell usò come base per il Model 207 l'elicottero multiruolo Model 47; una nuova sezione anteriore della fusoliera fu installata sul gruppo motopropulsore di un Bell 47G-3 e sulla struttura centro-posteriore (trasmissione, trave di coda e rotore anticoppia) di un Bell 47J.
Il Model 207 incorporava tutte le caratteristiche principali dei moderni elicotteri da combattimento: abitacolo biposto in tandem, piccole alette con piloni per alloggiare le armi, e una torretta sotto il muso. Nel cockpit l'artigliere sedeva sul seggiolino anteriore, collocato un po' più in basso di quello posteriore su cui sedeva il pilota. Entrambi i membri dell'equipaggio avevano a disposizione i controlli di volo; l'artigliere controllava le due M60 della torretta per mezzo di un apparato collocato nel centro del suo pannello di controllo, mentre la cloche e la manetta del motore erano posizionate sui lati.
Le corte alette laterali potevano sorreggere una coppia di serbatoi ausiliari; inoltre, esse garantivano al velivolo un piccolo margine di portanza extra.

### Impiego sperimentale
Il Bell 207 volò per la prima volta il 27 giugno 1963. Grazie alle alette laterali si rivelò più manovrabile del Bell 47/OH-13 dal quale era stato sviluppato, specialmente alle alte velocità.
Nel corso dei test di volo vennero sperimentate ali di diverso tipo, oltre che diverse superfici di coda. Alla fine del 1963 il Bell 207 venne passato ai piloti dell'esercito a Fort Benning, in Georgia, per ulteriori test.
Completate le prove all'inizio del 1964, l'esercito si dichiarò positivamente impressionato dalle caratteristiche del velivolo; giudicò tuttavia che, in complesso, il Sioux Scout fosse sottodimensionato, sottopotenziato e quindi scarsamente adatto ad essere impiegato operativamente.
Più tardi, nel corso dello stesso anno, l'esercito richiese alle aziende che venissero avanzate delle proposte per il programma AAFSS per lo sviluppo di un Advanced Aerial Fire Support System, "sistema avanzato di supporto aereo del fuoco". La Bell presentò allora il suo D-262, una versione rimpicciolita del D-255 studiata per sfruttare meglio la potenza del motore T53 dell'UH-1. Il Bell D-262 non venne selezionato come finalista nella competizione, cosicché il programma che era iniziato con il D-255 non si risolse in un immediato successo per l'azienda, dato che il programma AAFSS portò a un successo peraltro provvisorio l'AH-56 Cheyenne della Lockheed. Comunque, il Model 207 fu un passo importante nel percorso di evoluzione che avrebbe portato a elicotteri da combattimento moderni come il Bell AH-1 Cobra e, più tardi, lo Hughes AH-64 Apache.

## Esemplari attualmente esistenti
L'unico prototipo del Bell Model 207 Sioux Scout è conservato presso lo United States Army Aviation Museum
di Ozark, Alabama.